# RBS15
RBS15 – szwedzki przeciwokrętowy pocisk manewrujący krótkiego zasięgu, wystrzeliwany z okrętów nawodnych, samolotów lub z wyrzutni lądowych, napędzany silnikiem turboodrzutowym.

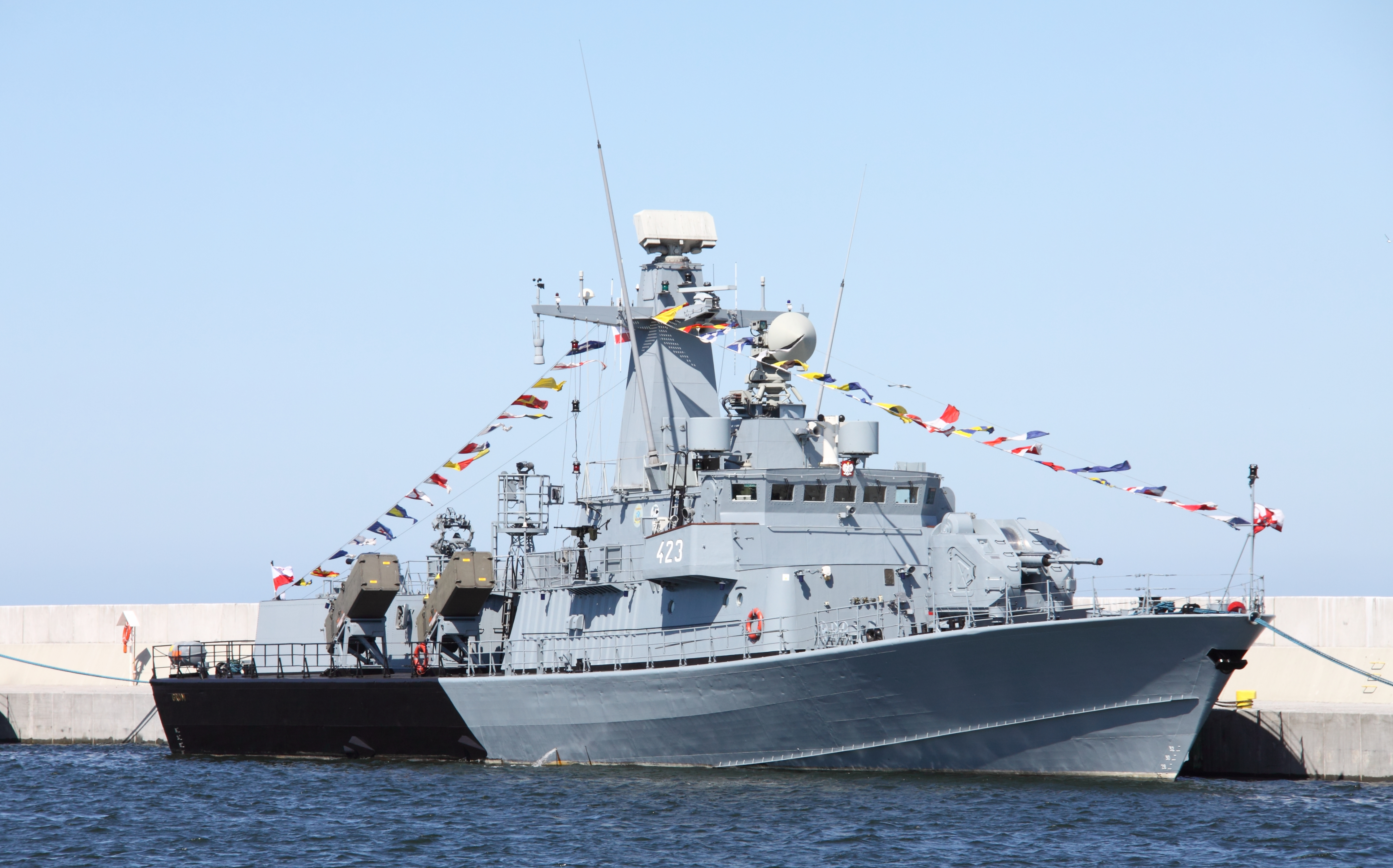
ORP „Grom” z kontenerami rakiet RBS15 Mk 2.

W połowie lat 70. uznano, że eksploatowane pociski przeciwokrętowe Rb 08 są przestarzałe i wymagają następcy. W 1979 roku firma Saab Bofors Missile Corporation otrzymała zlecenie na opracowanie nowej rakiety. Miała ona występować w wersji RBS15M (odpalanej z okrętów nawodnych) i RBS15K (odpalanej z wyrzutni lądowych). W 1982 roku zlecono opracowanie wariantu RBS15F (przenoszonej przez samoloty). Wszystkie trzy wersje są oznaczane jako RBS15 Mk.I
Pierwsze rakiety RBS15M odpalono z kutra HMS „Piteå”. Po próbach została ona przyjęta do uzbrojenia szwedzkiej floty pod oznaczeniem Rb 15 (wersje M i K). W kilka lat później RBS15 w wersji F znalazła się w uzbrojeniu szwedzkiego lotnictwa. Poza Szwecją rakiety RBS15 zakupiła Finlandia (wersja przenoszona przez okręty) oraz Jugosławia (wersja okrętowa i nadbrzeżna, po rozpadzie Jugosławii zostały one przejęte przez Chorwację).
W latach 90. powstały zmodernizowane pociski, które oznaczono jako RBS15 Mk.II. Mają one zmodernizowane głowice samonaprowadzające, a od 2004 produkowana jest wersja Mk.III (tylko odmiana przenoszona przez okręty) o zasięgu 200 km, mogąca atakować cele lądowe. Wersja Mk.III została zamówiona przez marynarki wojenne Niemiec i Polski.
RBS15 Mk.I zbudowana jest w układzie aerodynamicznym kaczka. Pocisk napędzany jest silnikiem odrzutowym Microturbo TRI 60-2 Model 077, wlot powietrza znajduje się pod pociskiem. Silnik zasilany jest pochodną parafiny. Wersje M i K są wyposażone dodatkowo w dwa silniki startowe firmy ARC, które są odrzucane po osiągnięciu przez pocisk prędkości marszowej.
Pociski RBS15K są instalowane po cztery na wyrzutniach samochodowych. Poza wozami z pociskami w skład baterii wchodzi pojazd z radarem obserwacyjnym.
Pociski RBS15M są przenoszone przez okręty typu Göteborg (4 jednostki po 8 wyrzutni), Stockholm (2 jednostki po 8 wyrzutni), Spica II (12 jednostek po 8 wyrzutni), Helsinki (4 jednostki po 4 wyrzutnie), Helsinki II (4 jednostki po 6 wyrzutni), oraz Kralj Petar Krešimir IV (2 jednostki po 8 wyrzutni). Pociski w wersji Mk.III zostaną zainstalowane także na korwetach typu 130 (5 jednostek po 4 wyrzutnie), fregatach typu 123 (4 jednostki). W 2007 roku po osiem kontenerów z pociskami w wersji Mk 3 zostało zainstalowane na ORP „Grom”, ORP „Piorun” i ORP „Orkan”.
RBS15F jest przenoszona przez samoloty Saab JAS 39 Gripen (dwa pociski na podskrzydłowych węzłach uzbrojenia); oprócz Szwecji pociski w tej wersji zakupiła Tajlandia. Od wersji okrętowej wersję lotniczą odróżniają stałe skrzydła i brak pomocniczych silników rakietowych.
Oznaczenie pocisku, a konkretniej: systemu, RBS15 pochodzi od szwedzkiej nazwy Robotsystem 15. W języku szwedzkim słowo robot, obok klasycznego znaczenia znaczy też „pocisk kierowany”.